# Gahroer Buchheide
Das Naturschutzgebiet Gahroer Buchheide liegt auf dem Gebiet der Gemeinde Crinitz im Landkreis Elbe-Elster in Brandenburg.
Das Gebiet mit der Kenn-Nummer 1325 wurde mit Verordnung vom 26. März 1981 unter Naturschutz gestellt. Das rund 107 ha große Naturschutzgebiet erstreckt sich nördlich von Gahro, einem Ortsteil der Gemeinde Crinitz, und nordwestlich des Kernortes Crinitz. Westlich des Gebietes verläuft die Landesstraße 561, östlich die Kreisstraße 6233 und südlich die L 56. Nördlich erstreckt sich das 115,5 ha große Naturschutzgebiet Bergen-Weißacker Moor.